# Aeromexpress
Aeromexpress Cargo est une compagnie aérienne du Mexique qui fait partie de SkyTeam Cargo.
La compagnie est créée en 1990 et commence ses opérations le 9 juin 1994. Elle a été établie pour gérer la partie cargo pour sa compagnie mère Aeroméxico ainsi que pour aider Mexicana. La compagnie est propriété de Cintra (99,99 %).
En 2004, elle disparait en tant que compagnie aérienne autonome. À la suite de la faillite de Mexicana, elle est absorbée totalement par Aeroméxico en 2011.
Le code AITA de Aeromexpress était QO.